# آلة ويمشورست

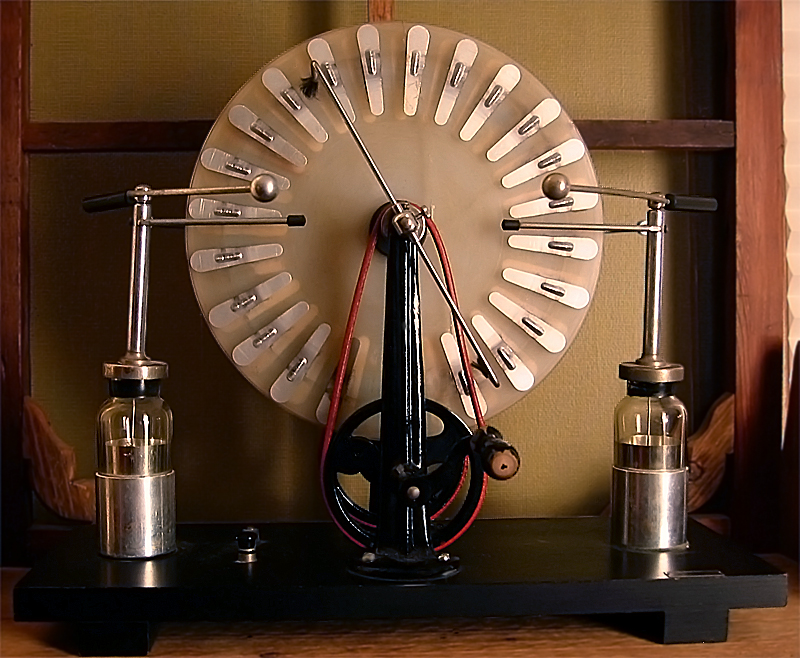
ويمشورست

آلة ويمشورست هي آلة تستخدم لإنتاج جهد كهربائي بين قطبين عن طريق الحث، ولا تعتمد على الإحتكاك. قام ببنائها المخترع والمهندس جيمس ويمشورست (1832م-1903م)،وقد اشتهرت هذه الآلة في وقته حتى أصبحت معروفة شعبياً باسمه، حيث تم تطبيقها في عدة مجالات منها الطب، حيث تعمل على إثارة أنابيب الأشعة السينية المستخدمة في التصوير الطبي، وفي تطبيق الصدمات الكهربائية، وغيرها.

## مكونات آلة ويمشورست
صورة لمكونات آلة ويمشورست
1. قرصين زجاجيين.
2. أشرطة معدنية.
3. كرات تفريغ.
4. أمشاط معدنية.
5. جرة ليدن.

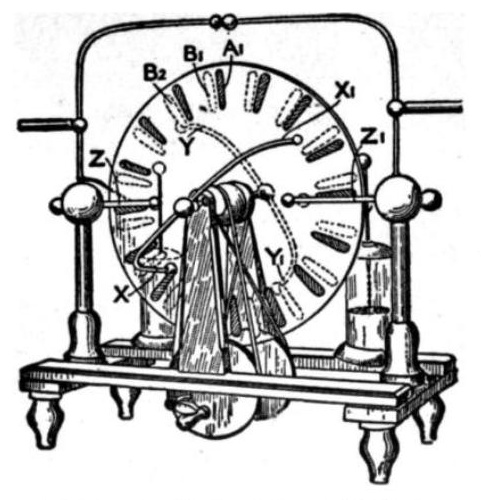
WimshurstElectricMachine

6. فرش مزدوجة على كلا القرصين (تكون الفرش على الجهتين متقاطعة).
7. مقبض عجلة تدوير.

## آلية العمل

Wimshurst Machine Charge Cycle

تبدأ الآلة مع شحنة صغيرة على إحدى الأشرطة المعدنية في القرص الخلفي، تأتي هذه الشحنة عموماً من البيئة، إذاً لن تكون الأقراص متعادلة تماماً. إذا افترضنا أن هذه الشحنة ستكون موجبة، وستكون على (القرص الخلفي) من هذه الآلة عندما يبدأ تدوير العجلة (القرصين سيدوران في اتجاهين متعاكسين)، فإن هذه الشحنة الموجبة ستبدأ بالتحرك نحو الفرشاة المزدوجة على القرص الآخر (القرص الأمامي)، وعندما تتقابل معها ستتكون شحنة سالبة على طرف الفرشاة، وهذه الشحنة السالبة بدورها ستكوِّن شحنة موجبة على الطرف الآخر من الفرشاة على نفس القرص.
صورة توضيحية
وبينما الأقراص مستمرة في الدوران، فإن الشحنة الموجبة التي بدأنا بها ستصل إلى المشط المعدني وسيتم تخزينها في جرة ليدن. وفي الوقت نفسه، الشحنتان الموجبة والسالبة التي تكونت على (القرص الأمامي) في البداية عندما التقت الشحنة الموجبة بالفرشاة، ستصطف مع الفرشاة المزدوجة الموجودة في (القرص الخلفي) وتتكون شحنتان موجبة وسالبة مجدداً.
صورة توضيحية
وسيستمر تكوين وتخزين شحنات جديدة في الأمشاط المعدنية (إحدى هذه الأمشاط ستخزن شحنات سالبة بينما الأخرى ستخزن شحنات موجبة) حتى تتكون الشرارة على الأقطاب.

صورة توضيحية ، صورة توضيحية لتكوّن الشرارة